# Pinacoplus eberti
Pinacoplus eberti är en fjärilsart som beskrevs av Charles Boursin 1968. Pinacoplus eberti ingår i släktet Pinacoplus och familjen nattflyn. Inga underarter finns listade i Catalogue of Life.